# Onthophagus merdarius
Onthophagus merdarius là một loài bọ cánh cứng trong họ Bọ hung (Scarabaeidae).